# Fort Kent (condado de Aroostook)
Fort Kent es un lugar designado por el censo ubicado en el condado de Aroostook en el estado estadounidense de Maine. En el Censo de 2010 tenía una población de 2.488 habitantes y una densidad poblacional de 171,48 personas por km².

## Geografía
Fort Kent se encuentra ubicado en las coordenadas 47°15′18″N 68°35′18″O / 47.25500, -68.58833. Según la Oficina del Censo de los Estados Unidos, Fort Kent tiene una superficie total de 14.51 km², de la cual 13.93 km² corresponden a tierra firme y (4.02%) 0.58 km² es agua.

## Demografía
Según el censo de 2010, había 2.488 personas residiendo en Fort Kent. La densidad de población era de 171,48 hab./km². De los 2.488 habitantes, Fort Kent estaba compuesto por el 94.45% blancos, el 1.13% eran afroamericanos, el 0.64% eran amerindios, el 0.68% eran asiáticos, el 0% eran isleños del Pacífico, el 0.2% eran de otras razas y el 2.89% pertenecían a dos o más razas. Del total de la población el 1.09% eran hispanos o latinos de cualquier raza.